# Prerafaeliti
Prerafaelitska bratovščina (kasneje znani kot prerafaeliti) je bila skupina angleških slikarjev, pesnikov in kritikov, ki so jo leta 1848 ustanovili William Holman Hunt, John Everett Millais in Dante Gabriel Rossetti. Trem ustanoviteljem so se pridružili William Michael Rossetti, James Collinson, Frederic George Stephens in Thomas Woolner, ki so sestavili sedemčlansko »bratovščino«. Njihova načela so si delili drugi umetniki, med njimi Ford Madox Brown, Arthur Hughes in Marie Spartali Stillman.
Kasneje je bil, s srednjeveško navdahnjenim Rossettijem, Edward Burne-Jones, slog se je razširil v 20. stoletje z umetniki, kot je John William Waterhouse.
Namen skupine je bil reformirati umetnost tako, da so zavračali mehanski pristop, ki so ga prvič sprejeli umetniki manieristi, ki so nasledili Rafaela in Michelangela. Člani so verjeli, da so klasične pozicije in elegantne Rafaelove kompozicije vplivale predvsem na akademsko učenje umetnosti, od tod ime »prerafaeliti«. Skupina je nasprotovala zlasti vplivu sira Joshua Reynoldsa, ustanovitelja angleške kraljeve akademije umetnosti, ki so ga klicali sir Sloshua. Po mnenju Williama Michaela Rossettija so prerafaeliti menili da sloshy (čmakav) pomeni »vse, kar je površno ali poredno v procesu slikanja ... in s tem ... je vsaka stvar ali oseba običajna ali konvencionalna.«  Bratovščina si je prizadevala za vrnitev v bogate podrobnosti, intenzivne barve in zapletene kompozicije italijanske umetnosti quattrocenta. Skupina je povezala svoje delo z Johnom Ruskinom , angleškim kritikom, katerega vplive je vodilo njegovo versko ozadje.
Skupina je še naprej sprejemala koncepte zgodovinskega slikarstva in mimesis, imitacije narave, ki je osrednja v umetnosti. Prerafaeliti so se opredelili kot reformno gibanje in ustvarili izrazito ime za svojo obliko umetnosti ter objavili časopis The Germ, da bi promovirali svoje ideje. Razprave skupine so bile zabeležene v reviji Pre-Raphaelite Journal.

## Začetki
Prerafaelitska bratovščina je bila ustanovljena v hiši staršev Johna Millaisa na ulici Gower Street v Londonu leta 1848. Na prvem srečanju so bili prisotni slikarji John Everett Millais, Dante Gabriel Rossetti in William Holman Hunt. Hunt in Millais sta bila študenta na Kraljevi akademiji za umetnost in se srečevala v drugem ohlapnem združenju, Cyclographic Club, skicirni družbi. Na svojo zahtevo je Rossetti leta 1848 postal učenec Forda Madoxa Browna. Takrat sta Rossetti in Hunt delila sobo na ulici Cleveland, Fitzrovia, centralni London. Hunt je začel slikati Večer svete Neže, ki temelji na Keatsovi pesmi z istim naslovom, vendar ni bila dokončana do leta 1867. 
Kot ambiciozni pesnik je Rossetti želel razviti povezave med romantično poezijo in umetnostjo. Do jeseni so se pridružili še štirje člani, slikarji James Collinson in Frederic George Stephens, Rossettijev brat, pesnik in kritik William Michael Rossetti in kipar Thomas Woolner, ki so se združili v sedemčlansko močno bratovščino. Ford Madox Brown je bil povabljen, da se jim pridruži, vendar je starejši umetnik ostal neodvisen, a podpiral skupino v celotnem obdobju prerafaelitov in prispeval k The Germ. Drugi mladi slikarji in kiparji so postali tesni sodelavci, med njimi Charles Allston Collins, Thomas Tupper in Alexander Munro. Prerafaeliti so nameravali ohraniti bratovščino skrito pred člani Kraljevske akademije. 

## Zgodnja načela
Zgodnja načela bratovščine, kot jih je opredelil William Michael Rossetti, so bila izražena v štirih izjavah:

1. imeti pristne zamisli;
2. pozorno preučiti naravo, da bi vedeli, kako jo izraziti;
3. simpatizirati s tem, kar je v prejšnji umetnosti neposredno in resno in iskreno, z izjemo tistega, kar je konvencionalno in samopašno ter se tega naučiti na pamet; in
4. najbolj nujno za vse, izdelava zares dobrih slik in kipov

Načela so bila namerno nepogumna, saj je bratovščina želela poudariti osebno odgovornost posameznih umetnikov, da bi ugotovili svoje lastne zamisli in metode prikazovanja. Pod vplivom romantike so člani mislili, da sta svoboda in odgovornost neločljivi. Kljub temu so jih še posebej navdušili srednjeveška kultura, za katero so verjeli, da ima duhovno in ustvarjalno celovitost, ki je bila pozneje izgubljena. Poudarek srednjeveške kulture se je spopadal z načeli realizma, ki poudarjajo neodvisno opazovanje narave. V zgodnjih fazah je prerafaelitska bratovščina verjela, da sta dva interesa medsebojno usklajena, vendar se je v poznejših letih gibanje razdelilo v dve smeri. Realiste sta vodila Hunt in Millais, srednjeveške pa so vodili Rossetti in njegovi privrženci Edward Burne-Jones in William Morris. Razdvojenost ni nikoli bila absolutna, saj sta obe frakciji verjeli, da je umetnost v bistvu duhovnega značaja in nasprotuje njihovemu idealizmu materialističnemu realizmu, povezanim s Courbetom in impresionizmom.
Na bratovščino je močno vplivala narava in njeni člani so zelo podrobno predstavili naravni svet z uporabo svetlih in ostrih tehnik na belem platnu. Pri poskusih za oživitev briljantne barve, ki jo najdemo v umetnosti quattrocenta, sta Hunt in Millais razvila tehniko slikanja v tankih glazurah pigmenta nad mokro belo podlago, v upanju, da bodo barve ohranile biserno prozornost in jasnost. Njun poudarek na sijajni barvi je bil reakcija na pretirano uporabo bitumna s strani zgodnejših britanskih umetnikov, kot so Reynolds, David Wilkie in Benjamin Robert Haydon. Bitumen proizvaja nestabilna področja blatne teme, učinek, ki so ga prerafaeliti prezirali.
Leta 1848 sta Rossetti in Hunt izdelala seznam »nesmrtnih« ("Immortals"), umetniških junakov, ki so jih občudovali, zlasti iz literature, od katerih bi nekatera dela predstavljala motive za slike, zlasti vključno s Keatsom in Tennysonom. 

## Prve razstave in publikacije
Prve razstave prerafaelitov so bile leta 1849. Na Kraljevi akademiji so bile razstavljene Millaisova Izabela (1848-1849) in Holman Huntova Rienzi (1848-1849). Rossettijeva Deklištvo device Marije je bila prikazana na Free Exhibition na Hyde Park Cornerju. Kot je bilo dogovorjeno, so vsi člani bratovščine podpisali svoje delo z imenom in začetnicami »PRB«. V obdobju med januarjem in aprilom 1850 je skupina objavila literarno revijo The Germ, ki jo je uredil William Rossetti, in so bile v njej poezija Rossettija, Woolnerja in Collinsa ter eseji o umetnosti in literaturi bratovščine, kot je Coventryja Patmora. Kot kaže reviji ni uspelo doseči trajnega zagona. (Daly 1989).

## Javne polemike
Leta 1850 je prerafaelitska bratovščina postala predmet polemik po razstavi Millaisove slike Kristus v hiši svojih staršev, ki je bila po mnenju mnogih kritikov, zlasti Charlesa Dickensa, bogokletna . Dickens je menil, da je Millaisova Marija »grda« . Millais je v svoji sliki uporabil svojo sestrico Mary Hodgkinson kot model za Marijo. Bratovščina je bila napadena kot nazadnjaška in njihova ekstremna predanost do detajlov obsojena kot grda in moteča za oči . Po mnenju Dickensa je Millais narisal Sveto družino podobno alkoholikom in prebivalcev slama, ki so postavljeni v napačne in absurdne »srednjeveške« pozicije. Konkurenčna skupina starejših umetnikov, The Clique, je svoj vpliv uporabila proti bratovščini in njena načela je javno napadal predsednik akademije Sir Charles Lock Eastlake. 
Po polemiki je Collinson zapustil bratovščino, preostali člani pa so se srečali, da bi se pogovorili o tem ali bi ga morali zamenjati s Charlesom Allstonom Collinsom ali Walterjem Howellom Deverellom, vendar niso mogli sprejeti odločitve. Od takrat se je skupina razpustila, čeprav se je njen vpliv nadaljeval. Umetniki, ki so delali v slogu, so delo nadaljevali, vendar niso več podpisovali z "PRB".
Bratovščina je našla podporo v kritiku  Johnu Ruskinu, ki je hvalil njihovo predanost naravi in zavračal konvencionalne metode kompozicije. Na prerafaelite so vplivale Ruskinove teorije. Pisal je The Timesu in branil njihova dela in jih pozneje srečal. Sprva je favoriziral Millaisa, ki je poleti leta 1853 odpotoval na Škotsko z Ruskinom in njegovo ženo, Eufemijo Chalmers Ruskin, z dekliškim priimkom Gray (zdaj najbolj znana kot Effie Gray). Glavni cilj potovanja je bil naslikati Ruskinov portret . Effie se je vse bolj navezala na Millaisa, kar je ustvarjalo krizo. V kasnejših postopkih je Ruskin svojemu odvetniku podal izjavo, da je njegova zakonska zveza nekonzumirana . Poroka je bila razveljavljena zaradi neizpolnjevanja obveznosti, in Effie se je lahko poročila z Millaisom, vendar je povzročila javni škandal. Millais se je po poroki začel odmikati od sloga prerafaelitov, Ruskin pa je končno napadel njegova kasnejša dela. Ruskin je nadaljeval s podporo Huntu in Rossettiju ter zagotovil sredstva za spodbujanje umetnosti Rossettijeve žene Elizabeth Siddal.
Do leta 1853 se je prvotni PRB praktično razpustil , pri čemer je Holman Hunt ostal zvest svojim ciljem. Izraz »prerafaelit« je ostal z Rossettijem in drugimi, med njimi Williamom Morrisom in Edward Burne-Jonesom, s katerim se je leta 1857 vključil v Oxford. Zato je izraz prerafaeliti povezan s precej širšim in dolgoživim umetniškim gibanjem, vključno z zasanjanimi, hrepenečimi podobami žensk, ki so jih ustvarili Rossetti in več njegovih privržencev.

## Poznejši razvoj in vplivi
Umetniki, na katere je vplivala bratovščina, so John Brett, Philip Calderon, Arthur Hughes, Gustave Moreau, Evelyn De Morgan, Frederic Sandys (ki je prišel v krog prerafaelitov leta 1857) in John William Waterhouse. Ford Madox Brown, ki je bil z njimi povezan pogosto velja za najbolj previdno sprejetje prerafelitskih načel. En spremljevalec, ki je razvil svoj lasten slog, je bil Aubrey Beardsley, na katerega je močno vplivaa Burne-Jones.
Po letu 1856 je Dante Gabriel Rossetti postal navdih za srednjeveško gibanje. Bil je povezava med dvema vrstama prerafaelitskega slikanja (narava in romanca), potem ko se je PRB v poznejših dekadah stoletja izgubila. Rossetti, čeprav je bil najmanj posvečen bratovščini, je nadaljeval z imenom in spremenil svoj slog. Začel je slikati različice femme fatales z uporabo modelov, kot je Jane Morris, na slikah, kot so Perzefona, Modra plava svilena obleka in La Pia de 'Tolomei. Njegovo delo je vplivalo na njegovega prijatelja Williama Morrisa, v čigar podjetju je Morris, Marshall, Faulkner & Co. Je postal partner in s katerega ženo Jane je imel morda afero. Ford Madox Brown in Edward Burne-Jones sta postala partnerja v podjetju. Preko Morrisove družbe so ideali prerafaelitske bratovščine vplivali na številne notranje oblikovalce in arhitekte, ki so vzbudili zanimanje za srednjeveške modele in druge obrti, ki so vodili h gibanju Arts and Crafts movement pod vodstvom Williama Morrisa. Holman Hunt je bil vpleten v gibanje za spremembno oblikovanja prek podjetja Della Robbia Pottery.
Po letu 1850 sta se Hunt in Millais oddaljila od neposredne imitacije srednjeveške umetnosti. Poudarili so realistične in znanstvene vidike gibanja, čeprav je Hunt še naprej poudarjal duhovni pomen umetnosti in si prizadeval za spravo z religijo in znanostjo, tako da je natančno opazoval in proučeval lokacije v Egiptu in Palestini za svoje slike o svetopisemskih temah. Nasprotno pa je Millais po 1860 letih opustil prerafaelizem in sprejel mnogo širši in slabši slog, na katerega je vplival Reynolds. William Morris in drugi so obsodili njegovo odpravo načel.
Prerafaelitizem je pomembno vplival na Škotsko in na škotske umetnike. Oseba škotske umetnosti, ki je bila najbolj povezana s prerafaeliti, je bil William Dyce (1806-64), rojen v Aberdeenu. Dyce se je spoprijateljil z mladimi prerafaeliti v Londonu in svoje delo predstavil Ruskinu. Njegovo kasnejše delo je bilo prerafaelitsko v svoji duhovnosti, kot je razvidno iz njegovega The Man of Sorrows in Davida in the Wilderness (obe leta 1860), ki vsebujeta prerafaelitsko pozornost do podrobnosti. Joseph Noel Paton (1821-1901) je študiral na Kraljevi akademiji v Londonu, kjer je postal Millaisov prijatelj, nato pa ga je spremljal v prerafaelizem, delal slike, ki so poudarjale podrobnosti in melodramo, kot je The Bludie Tryst (1855). Njegove kasnejše slike, podobne tistim Millaisa, so kritizirali zaradi spusta v popularno sentimentalnost . Pod vplivom Millaisa je bil tudi James Archer (1823-1904), katerega delo je Summertime, Gloucestershire (1860) in ki je od leta 1861 začel serijo arturijanskih slik, med katerimi so La Morte d'Arthur in Sir Lancelot and Queen Guinevere .
Prerafaelizem je navdihoval tudi slikarje kot je bil Lawrence Alma-Tadema, Cesare Saccaggi.
Gibanje je vplivalo na številne kasnejše britanske umetnike 20. stoletja. Rossetti je postal predhodnik širšega evropskega simbolističnega gibanja. V poznem 20. stoletju je bratovščina podeželjanov zasnovala svoje cilje na prerafaelizmu, medtem ko so Stuckisti in skupina Birmingham tudi izhajali iz tega.
Muzej in umetniška galerija v Birminghamu ima svetovno znano zbirko del Burne-Jonesa in prerafaelitov, za katero so nekateri trdili, da so močno vplivali na mladega [[John Ronald Reuel Tolkien |Tolkiena], ki je napisal Hobbit in Gospodar prstanov, z vplivi istih mitoloških prizorov, ki so jih prikazovali prerafaeliti.
V 20. stoletju so se umetniški ideali spremenili, umetnost pa se je odmaknila od predstavljanja realnosti. Ker so bili prerafaeliti fiksirani na portretiranje stvari s skoraj fotografsko natančnostjo, čeprav s posebnim poudarkom na podrobnih površinskih vzorcih, so njihovo delo razvrednotili številni slikarji in kritiki. Po prvi svetovni vojni so britanski modernisti povezovali prerafaelitsko umetnost z represivnimi in nazadnjaškimi časi, v katerih so odraščali. V 1960-ih je prišlo do velikega oživljanja prerafaelizma. Razstave in katalogi del, ki so se zaključili z razstavo leta 1984 v londonski galeriji Tate, so ponovno vzpostavili kanonsko delo prerafaelitov . Med številnimi drugimi razstavami je bila v Tate Britain v letu 2012-13 še ena velika razstava. 

## Seznam umetnikov

### Prerafaelitska bratovščina
- James Collinson (slikar)
- William Holman Hunt (slikar)
- John Everett Millais (slikar)
- Dante Gabriel Rossetti (slikar, pesnik)
- William Michael Rossetti (kritik)
- Frederic George Stephens (kritik)
- Thomas Woolner (sculptor, pesnik)

### Povezani umetniki
- John Brett (slikar)
- Ford Madox Brown (slikar, oblikovalec)
- Lucy Madox Brown (slikar, pisatelj)
- Richard Burchett (slikar, učitelj)
- Edward Burne-Jones (slikar, oblikovalec)
- Charles Allston Collins (slikar)
- Frank Cadogan Cowper (slikar)
- Fanny Cornforth (model)
- Walter Deverell (slikar)
- Fanny Eaton (model)
- Frederick Startridge Ellis (izdajatelj, urednik, pesnik)
- Effie Gray (model)
- Henry Holiday (slikar ilustrator)
- Arthur Hughes (slikar, ilustrator)
- Edward Robert Hughes (slikar in model)
- Mary Lizzie Macomber (slikar)
- Robert Braithwaite Martineau (slikar)
- Annie Miller (model)
- Jane Morris (model)
- Louisa, Marchioness of Waterford (slikar in model)
- May Morris (oblikovalec)
- William Morris (oblikovalec, pisatelj)
- Christina Rossetti (pesnik in model)
- John Ruskin (kritik)
- Anthony Frederick Augustus Sandys (slikar)
- Emma Sandys (slikar)
- Thomas Seddon (slikar)
- Frederic Shields (slikar)
- Elizabeth Siddal (slikar, pesnik in model)
- Simeon Solomon (slikar)
- Marie Spartali Stillman (slikar)
- Algernon Charles Swinburne (pesnik)
- Henry Wallis (slikar)
- William Lindsay Windus (slikar)

## Zbirke
V muzejih Združenega kraljestva so velike zbirke prerafaelitov, kot so muzej in umetniška galerija v Birminghamu, galerija Tate, Victoria in Albert muzej, umetniška galerija Manchester, umetniška galerija Lady Lever in Liverpoolska umetniška galerija Walker. Umetniška galerija Južne Avstralije in Muzej umetnosti v Delawaru v ZDA imata najpomembnejše zbirke umetnosti prerafaelitov zunaj Združenega kraljestva. Museo de Arte de Ponce v Puerto Ricu ima tudi precejšnjo zbirko, med njimi Edwarda Burne-Jonesa The Last Sleep of Arthur in Avalon, Frederica lorda Leightona Flaming June in dela Williama Holmana Hunta, Johna Everetta Millaisa, Rossettija in Frederica Sandysa.
V stari knjižnici Oxford Union je narejen sklop prerafaelitskh freskalij, ki prikazuje prizore arturijanskih legend, ki jih je med letoma 1857 in 1859 naslikala skupina Rossetti, Morris in Burne-Jones. V hiši National Trust pri Wightwick Manor, Wolverhampton in v Wallington Hall, Northumberland, obe imata pomembne in reprezentativne zbirke. Andrew Lloyd Webber je navdušen zbiralec prerafaelitskih del, izbor 300 predmetov iz njegove zbirke pa je bil prikazan na razstavi na Royal Academy v Londonu leta 2003.
Kelmscott Manor, podeželski dom Williama Morrisa od 1871 do njegove smrti leta 1896, je v lasti Society of Antiquaries of London in je odprt za javnost. Manor je prikazan v delu Morrisa News from Nowhere. Prav tako se pojavlja v ozadju Water Willow, portret njegove žene Jane Morris, ki ga je leta 1871 naslikal Dante Gabriel Rossetti. Obstajajo razstave, povezane z zgodnjimi eksperimenti Morrisa in Rossettija s fotografijami.

## Upodobitve v popularni kulturi
Zgodba o bratovščini, iz kontroverzne prve razstave, ki jo je sprejela umetniška srenja, je bila prikazana v dveh televizijskih serijah BBC. Prva, The Love School, je bila predvajana leta 1975, druga je leta 2009 BBC televizijska drama serije Desperate Romantics Petra Bowkerja. Večina njegovega materiala je izpeljana iz knjige Frannyja Moyleja Desperate Romantics: Private Lives of Pre-Raphaelites, vendar serija občasno odstopa od ugotovljenih dejstev v prid dramatičnosti in predpostavlja zavrnitev: »Sredi 19. stoletja je skupina mladih ljudi spreminjala tedanjo umetniško usmeritev. Prerafaelitsko bratovščino je navdihoval resnični svet okoli njih, vendar je v svoji umetnosti prevzel domišljijsko licenco. Ta zgodba, ki temelji na njihovem življenju in ljubeznih, sledi temu inventivnemu duhu.« 
Televizijski film Kena Russella Dante's Inferno (1967) vsebuje kratke prizore nekaterih vodilnih prerafaelitov, vendar se v glavnem osredotoča na življenje Rossettija, ki ga igra Oliver Reed.

## Druga literatura
- Andres, Sophia. (2005) The Pre-Raphaelite Art of the Victorian Novel: Narrative Challenges to Visual Gendered Boundaries. Ohio State University Press, ISBN 0-8142-5129-3
- Bate, P.H. [1901] (1972) The English Pre-Raphaelite painters : their associates and successors, New York : AMS Press, ISBN 0-404-00691-4
- Daly, G. (1989) Pre-Raphaelites in Love, New York : Ticknor & Fields, ISBN 0-89919-450-8
- des Cars, L. (2000) The Pre-Raphaelites : Romance and Realism, Abrams Discoveries series, New York : Harry N. Abrams, ISBN 0-8109-2891-4
- Mancoff, D.N. (2003) Flora symbolica : flowers in Pre-Raphaelite art, Munich ; London ; New York : Prestel, ISBN 3-7913-2851-4
- Marsh, J. and Nunn, P.G. (1998) Pre-Raphaelite women artists, London : Thames & Hudson, ISBN 0-500-28104-1
- Sharp, Frank C and Marsh, Jan, (2012) The Collected Letters of Jane Morris, Boydell & Brewer, London
- Staley, A. and Newall, C. (2004) Pre-Raphaelite vision : truth to nature, London : Tate, ISBN 1-85437-499-0
- Townsend, J., Ridge, J. and Hackney, S. (2004) Pre-Raphaelite painting techniques : 1848–56, London : Tate, ISBN 1-85437-498-2